# ОШ „Ратко Јовановић” ИО Гривска
ОШ „Ратко Јовановић” ИО Гривска је једно од издвојених одељења ОШ „Ратко Јовановић” из Крушчице.
Школа у Гривској је најстарија школа у овом крају, која је почела са радом 1916. године у кући Адама Маринковића, а зграда у којој ђаци из Гривске и данас похађају наставу саграђена је 1933. године. Поводом 100 година школске традиције у Гривској 2016. године школа је потпуно реконструисана.